# Marcello Bacciarelli

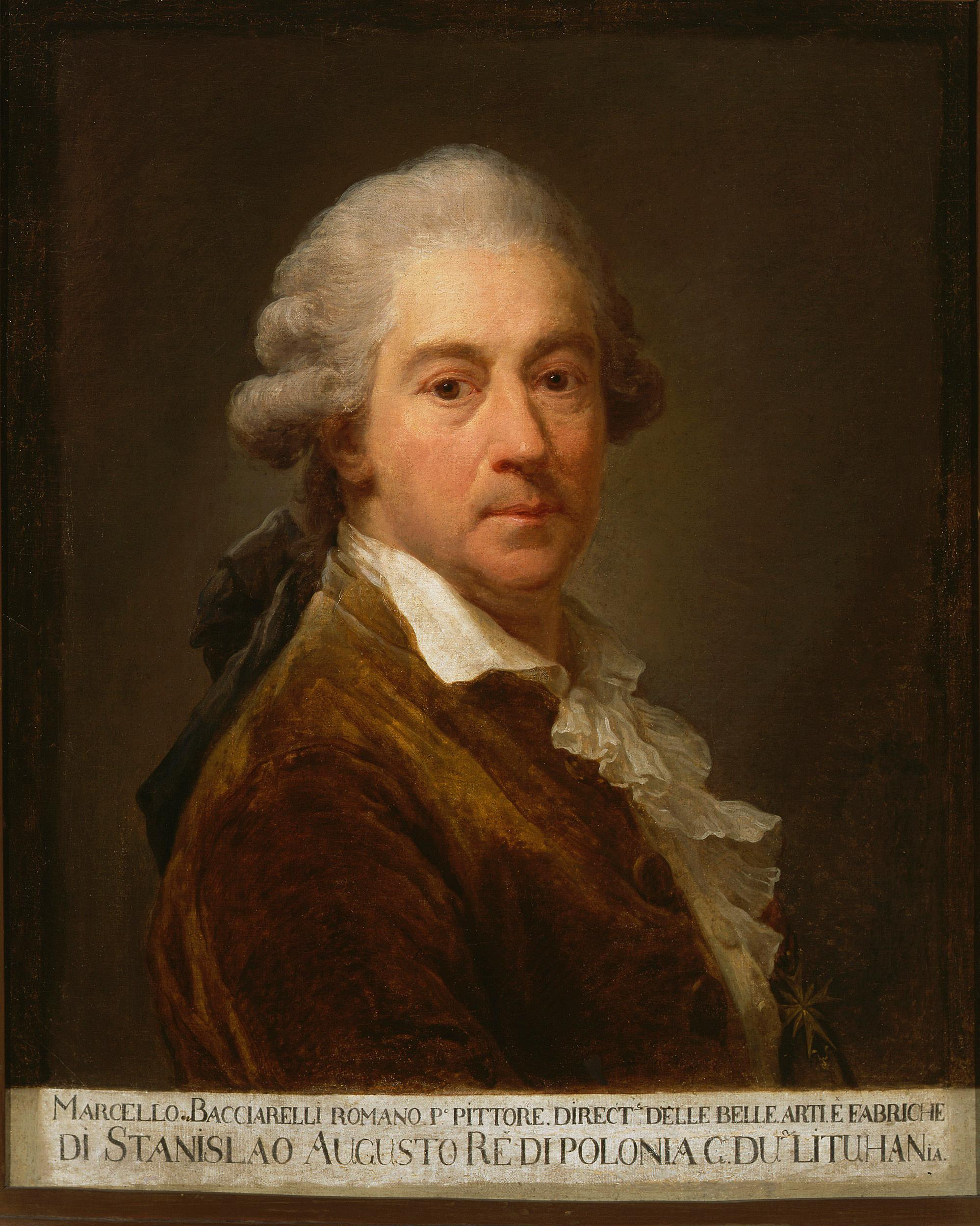
Selbstporträt (1793)

Marcello Bacciarelli (* 16. Februar 1731 in Rom; † 5. Januar 1818 in Warschau) war italienischer Maler des Rokoko und Klassizismus.

## Leben und Wirken
Bacciarelli begann seine Studien in Rom und kam auf Empfehlung des Architekten Gaetano Chiaveri nach Dresden, wo ihn der polnische König August III. (Friedrich August II. von Sachsen)  Anfang der 1750er Jahre zum Hofmaler ernannte. Dort lernte Bernardo Bellotto kennen, mit dem ihn eine langjährige Arbeitsbeziehung verband, und auch die Miniaturporträtistin Federicka Richter, die er später heiratete und mit der er zwei Töchter hatte, die ebenfalls Malerinnen wurden Anna Bacciarelli und Manon Bacciarelli.
Als der Dresdner Hof nach den Ereignissen des Siebenjährigen Krieges 1756 nach Warschau umzog, ging auch Bacciarelli in die polnische Hauptstadt, wo er bis 1764/65 blieb. Die nach dem Tod Augusts III. (1763) gegründete Dresdner Akademie bot Bacciarelli 1764 die Stelle eines Professors für Porträtmalerei an. Mit einer festen Anstellung am polnischen Hof in Aussicht lehnte ab und bat stattdessen um die Ernennung zum Akademiker, was ihm gewährt wurde. Während dieses Aufenthalts in Warschau widmete sich Bacciarelli hauptsächlich dem Porträt. Um 1760 machte Bekanntschaft mit Stanisław August Poniatowski, dem späteren polnischen König.
Zwischen 1764 und 1766 verbrachte Bacciarelli zwei Jahre am kaiserlichen Hof in Wien, wo er auch der Kaiserin Maria Theresia begegnete und dort Beschäftigung fand. Er schuf Porträts der kaiserlichen Familie und auch ein großes Gemälde, Apollo und die Musen im Parnass, auf dem er die Töchter der Kaiserin darstellte.
Ab 1766 blieb er dauerhaft in Warschau und trat in die Dienste von Stanislaus Augustus. Er nahm regelmäßig an den Donnerstagmittagessen des Königs teil. Im Jahr 1768 wurde er vom Sejm in den Adelsstand erhoben. Er war Hofmaler und ab 1775 übertrug ihm der König nach und nach die Leitung aller seiner künstlerischen Angelegenheiten. 1786 ernannte er ihn zum Generaldirektor der königlichen Fabriken. Er war insbesondere für die Ausstattung der Paläste und die Einrichtung der königlichen Gemäldegalerie verantwortlich. Von 1776 bis 1785 betrieb er ein Atelier im Schloss und es entstanden unter anderem die Gemälde im Warschauer Königsschloss, die dort heute noch ausgestellt werden. Auch die Wandgemälde im Rittersaal und Marmorzimmer wurden von ihm geschaffen.
Im Jahr 1817 wurde Bacciarelli zum Ehrendekan der Fakultät der Schönen Künste der Königlichen Universität Polens ernannt. Außerdem wurde er auch zum Mitglied der Akademien der Schönen Künste Berlin, Bologna, Rom, Venedig und Wien ernannt. 1818 starb er in Warschau.